# Мирочки сир
Мирочки сир је аутохтони српски производ од пуномасног крављег млека специфичне текстуре који тренутно прави изузетно мали број произвођача у источној Србији.  Надавно је овај  сир (који је још 2018. уврштен у избор најбољих светских сирева) заузео 44 место међу  50 најбољих сирева на свету. Прва два места на листи од 50 најбољих сирева на свету заузели су су италијански пармезан и моцарела.

## Опште информације
Прави се од пуномасног крављег млека, с тим што се некада у текстуру  може да дода овчије или козје млеко.  Данас се за израду мирочког сира користи  искључиво кравље млеко од крава које су се напасале на нетакнутим пашњацима Мирочке планине. Како се део масноће губи приликом потапања сира у врелу сурутку,  овај сир је изузетно дуготрајан.
Овај аутохтони српски производ који има посебан укус, може да дуго траје. Кад се једе, сир је слаткасте ноте ( јер млечне бактерије не разграђују шећере) и шкрипуцка под зубима, и зато га многи зову „шкрипавац”.  Направљен је на начин веома сличан поступку прављења свежег белог сира, уз изузетно важан додатак кратког кувања у сопственој сурутки  да би се сир могао на једноставан начин стерилисати и дуже чувати. Како се део масноће губи приликом потапања сира у врелу сурутку,  овај сир је изузетно дуготрајан.  Резултат је сир који је изгубио доста воде и добио чврстину. После сољења и остављања у саламури два дана, сир је спреман за употребу. Сир може и да се замрзава.   
Најукусније је када се грилује на роштиљу  и потопи у слану воду. Не може да се истопи.и у том смислу по укусу је најближи познатом грчком халуми сиру.   
Када се грилује, његова спољашност постаје крцкава, а унутра је због немогућности да се истопи и даље мекан. Најбоље се слаже уз чери-парадајз, мед, смокву, нар, јагоде, бело вино и салату.
Тренутно се његовом производњом  бави свега неколико произвођача у области Ђердапа и на планини Мироч. Како је Мироч одавно насељен становницима са Косова, претпоставља се да је рецептура оданде донета и сачувана. Међутим данас користи другачија опрема и посуђе у производњи сира.
Код  Текије има још произвођача овог сира, који су понешто додали у производњи, па крајњи производ није исти, али је јако сличан мирочком сиру и тренутно се за његово справљање користи искључиво кравље млеко. 

## Географско порекло
Карактеристично је да се овај сир производи искључиво у области Ђердапа и на планини Мироч (по којој је и добио име), планини у источној Србији  између Доњег Милановца и Текије у Неготинској Крајини. Највиши врх ове планине је Велики Штрбац, чија надморска висина износи 768 m.  Овај простор, који се простире на готово 500 km²,  богат је ливадама и храстовом шумом, а са свих страна окружен је Дунавом. На њему се налази 14 села.
Сир је дубоко укорењен у културу мирочког краја. Сељаци су га одвајкада правили за себе. Пастири су га носили са собом као оброк док чувају стадо, а домаћице су га стављале и на зрење у чабрице, после чега је мирочки сир могао да стоји јако дуго.